# Quamvis paternae
Quamvis paternae é uma encíclica publicada pelo Papa Bento XIV em 26 de agosto de 1741.
Depois de lembrar que em algumas partes do mundo se cometem abusos na administração da justificativa eclesiástica ou que os juízes encarregados dela não têm competência suficiente, Bento XIV convida todos os bispos a remediá-la. Portanto, eles devem seguir fielmente os regulamentos para nomear administradores de justiça. Da mesma forma, embora o Concílio de Trento tenha permitido que as dioceses tivessem quatro juízes, o Papa abre a possibilidade de que mais sejam nomeados nas dioceses que o exigem devido ao tamanho.